# 克萊格嶺
71°14′S 65°40′E / 71.233°S 65.667°E
克萊格嶺（英語：Clague Ridge）是南極洲的山嶺，位於麥克羅伯特森地，處於阿爾莫尼尼冰原島峰西南面9公里，屬於查爾斯王子山脈的一部分，根據澳大利亞探險隊在1960年拍攝的空中照片繪入地圖，現時由南極條約體系管理。